# Parmanand
Parmanand est un des bhagats du sikhisme, un de ceux qui ont composé des hymnes qui se retrouvent dans le livre saint des sikhs, le Guru Granth Sahib. Il est né brahman dans l'état du Maharashtra, probablement en 1483, à Barsi dans le district de Sholapur dans la région de Bombay. 
Certains[Qui ?] s'accordent pour dire qu'il a vécu au XVe siècle. Juste une de ses compositions est dans le livre saint des sikhs. Elle parle des envies terrestres qui trompent l'esprit humain. Parmanand était un adorateur de Vishnu. Il a écrit sous le nom de Sarang.